# Hărău
Hărău [ˈhɘrɘu] (veraltet Harou; deutsch Haren, ungarisch Haró oder Harró) ist eine Gemeinde im Kreis Hunedoara in der Region Siebenbürgen in Rumänien.

## Geographische Lage

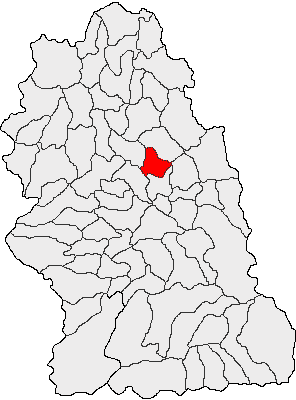
Lage der Gemeinde Hărău im Kreis Hunedoara

Die Gemeinde Hărău liegt im Südwesten Siebenbürgens, westlich vom Siebenbürgischen Becken (Podișul Transilvaniei) Im Mureș-Tal und an der Kreisstraße (drum județean) DJ 107A gelegen, befindet sich der Ort etwa zehn Kilometer nordwestlich von der Kleinstadt Simeria; die Kreishauptstadt Deva (Diemrich) befindet sich ca. 15 Kilometer südwestlich von Hărău entfernt. Etwa nur die Hälfte der Verbindungsstraßen zwischen den Orten der Gemeinde sind asphaltiert. Auf dem Areal des eingemeindeten Dorfes Chimindia sind Vorkommen von kohlensäurehaltigen Mineralquellen (⊙) und in Banpotoc (Bonbach) im Vărmagaer-Tal (Vărmaga, ein rechter Nebenfluss des Mureș) Travertin und Marmor zu erwähnen. 
Auf dem Areal der Gemeinde verläuft die rumänische A1.

## Geschichte
Der Ort Hărău wurde erstmals 1360 urkundlich erwähnt. Die Geschichte der Besiedlung der Region reicht jedoch weit mehr zurück. Auf dem Areal des Ortes – von den Einheimischen Cetate (Földvár) genannt – wurden nach Angaben von G. Téglás, I. Marțian und M. Roska Funde welche in Frühbronzezeit deuten, gemacht. Diese befinden sich zurzeit im Museum in Deva.
Constantin Brâncuși verwendete für viele seiner Skulpturen Marmor aus den Steinbrüchen in Banpotoc.
Die Hauptbeschäftigungen der Bevölkerung sind die Holzverarbeitung, die Landwirtschaft, die Mineralwasserabfüllung und die Arbeiten im Steinbruch.

## Bevölkerung
1850 lebten auf dem Gebiet der heutigen Gemeinde 2263 Menschen. 1844 davon waren Rumänen, 344 Magyaren, 74 waren Roma und elf ohne Angaben. Die höchste Einwohnerzahl (2951) wurde 1910 erreicht. Die höchste Anzahl der Rumänen (2511) wurde 1956, die der Magyaren (400) 1880, die der Roma 1850 und die der Deutschen (26) wurde 1880 ermittelt. Darüber hinaus bezeichneten sich 1880 je ein Einwohner als Slowake und als Serbe und 1956 einer als Ukrainer. Bei der Volkszählung 2011, wurden in 905 Haushalten der Gemeinde, 2231 Menschen gezählt.

## Sehenswürdigkeiten
- Die Kirche Sf. Dumitru in Hărău, etwa 1700 errichtet, steht unter Denkmalschutz.[6]
- Die Kirche Sf. Nicolae in Bârsău (ungarisch Berekszó),[7] im 16. Jahrhundert errichtet und der Turm im 19. Jahrhundert erneuert, steht unter Denkmalschutz.[6]
- Die Kirche in Chimindia (Sehenswürdigkeit ?),[8] im 19. Jahrhundert errichtet und den Bildern nach zu urteilen, ist diese seit etwa 2009 dem Zerfall überlassen.

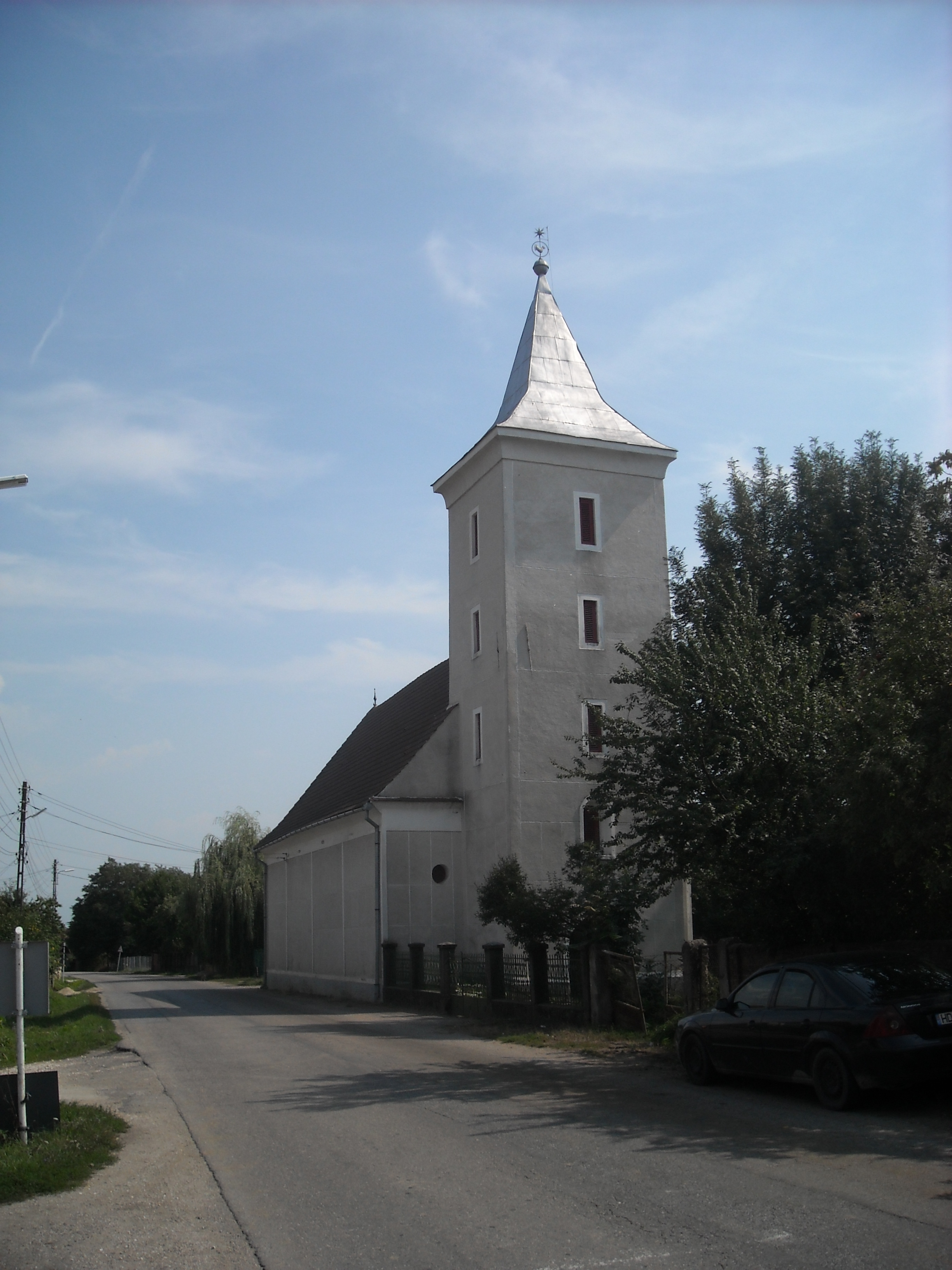
Kirche in Hărău
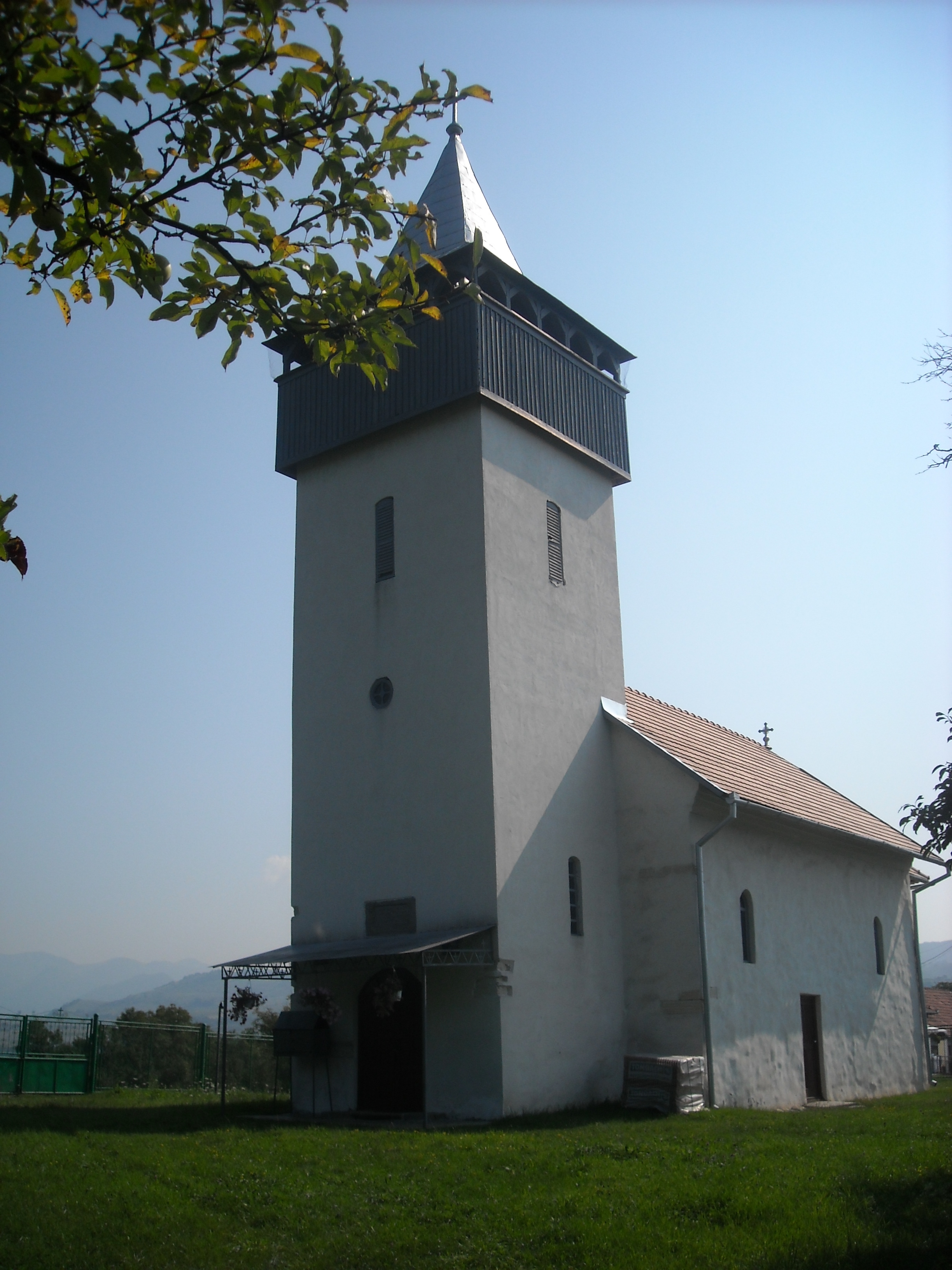
Kirche in Bârsău
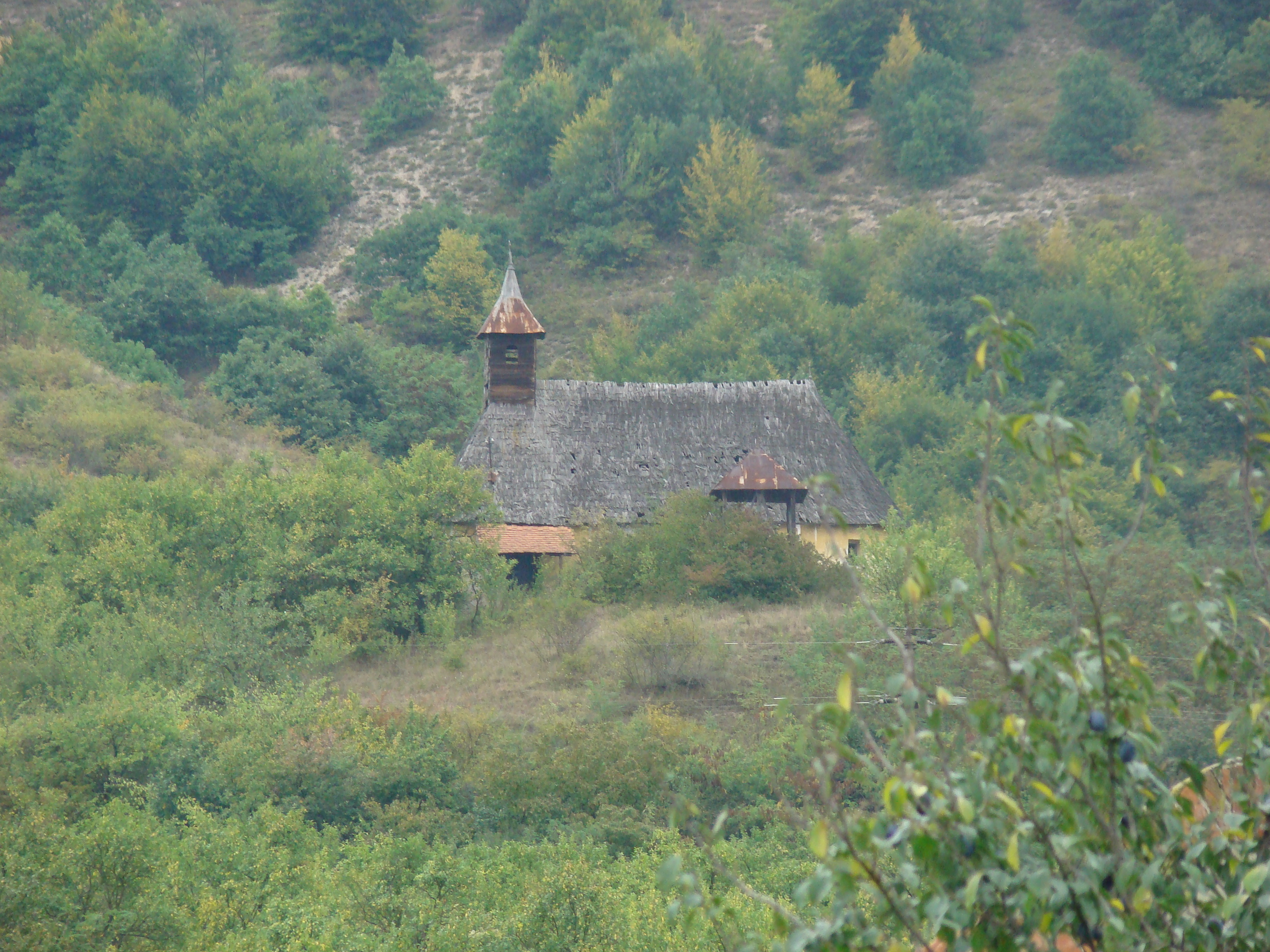
Holzkirche in Chimindia